# Karl von Cranach
Karl Eugen Emanuel Lukas von Cranach (* 15. November 1809 in Craatzen, Landkreis Soldin; † 25. August 1900 in Dresden) war ein preußischer Generalmajor.

## Leben

### Herkunft
Karl war ein Sohn des preußischen Hauptmanns a. D. und Herr auf Kraatzen Christian von Cranach (1753–1824) und dessen Ehefrau Henriette, geborene von Häuseler (1772–1816). Sein Bruder Julius (1793–1860) war ebenfalls preußischer Generalleutnant.

### Werdegang
Cranach besuchte das Berliner Kadettenhaus und wurde am 30. März 1827 als Portepeefähnrich dem 34. Infanterie-Regiment der Preußischen Armee überwiesen. Am 13. Februar 1828 zum Sekondeleutnant befördert, kam er am 14. Mai 1829 in das 13. Infanterie-Regiment und wurde 1833 zum Bataillonsadjutanten ernannt. Am 21. Juli 1842 zum Premierleutnant befördert, wurde er 1843 Regimentsadjutant. Am 23. April 1844 wurde er als Adjutant in die 14. Landwehr-Brigade und am 13. April 1847 in gleicher Eigenschaft zur 13. Division kommandiert. Cranach avancierte Anfang Mai 1848 zum Hauptmann und trat am 12. September 1848 mit der Ernennung zum Kompaniechef in den Truppendienst zurück. Dort wurde er am 10. November 1855 zum Major befördert und am 13. Juli 1857 zum Bataillonskommandeur ernannt. Er erhielt am 17. Januar 1860 den Roten Adlerorden IV. Klasse und am 1. Juli 1860 die Beförderung zum Oberstleutnant. Als solcher wurde er am 22. Juni 1861 Kommandeur des 20. Infanterie-Regiments. Dort am 18. Oktober 1861 zum Oberst befördert, erhielt er am 18. Januar 1863 den Roten Adlerorden III. Klasse mit Schleife. Unter Stellung à la suite erfolgte am 3. April 1866 seine Ernennung zum Kommandeur der 24. Infanterie-Brigade und am 8. Juni 1866 die Beförderung zum Generalmajor.
Während des Deutschen Krieges war Cranach 1866 Führer einer kombinierten Infanteriebrigade, die sich aus den Infanterie-Regimentern Nr. 22 und Nr. 23 formierte. Mit der Brigade kämpfte er in der Schlacht bei Königgrätz und wurde am 20. September 1866 mit dem Kronen-Orden II. Klasse mit Schwertern ausgezeichnet. Unter Verleihung des Roten Adlerordens II. Klasse mit Eichenlaub wurde Cranach am 15. Oktober 1867 mit Pension zur Disposition gestellt. Er starb am 25. August 1900 in Dresden.

### Familie
Cranach heiratete am 2. September 1848 in Münster Natalia Hiltop (1826–1918). Das Paar hatte mehrere Kinder:
- Oskar (* 1849)
- Alma (1852–1925) ⚭ 1874 Hans Hilchen von Lorch († 1926)
- Olga (* 1856)
- Wanda (1861–1940)[1] ⚭ 1885 (geschieden 1901) Ernst Rudolph († 1922), Salinendirektor